# Evangelische Kirche (Bersrod)

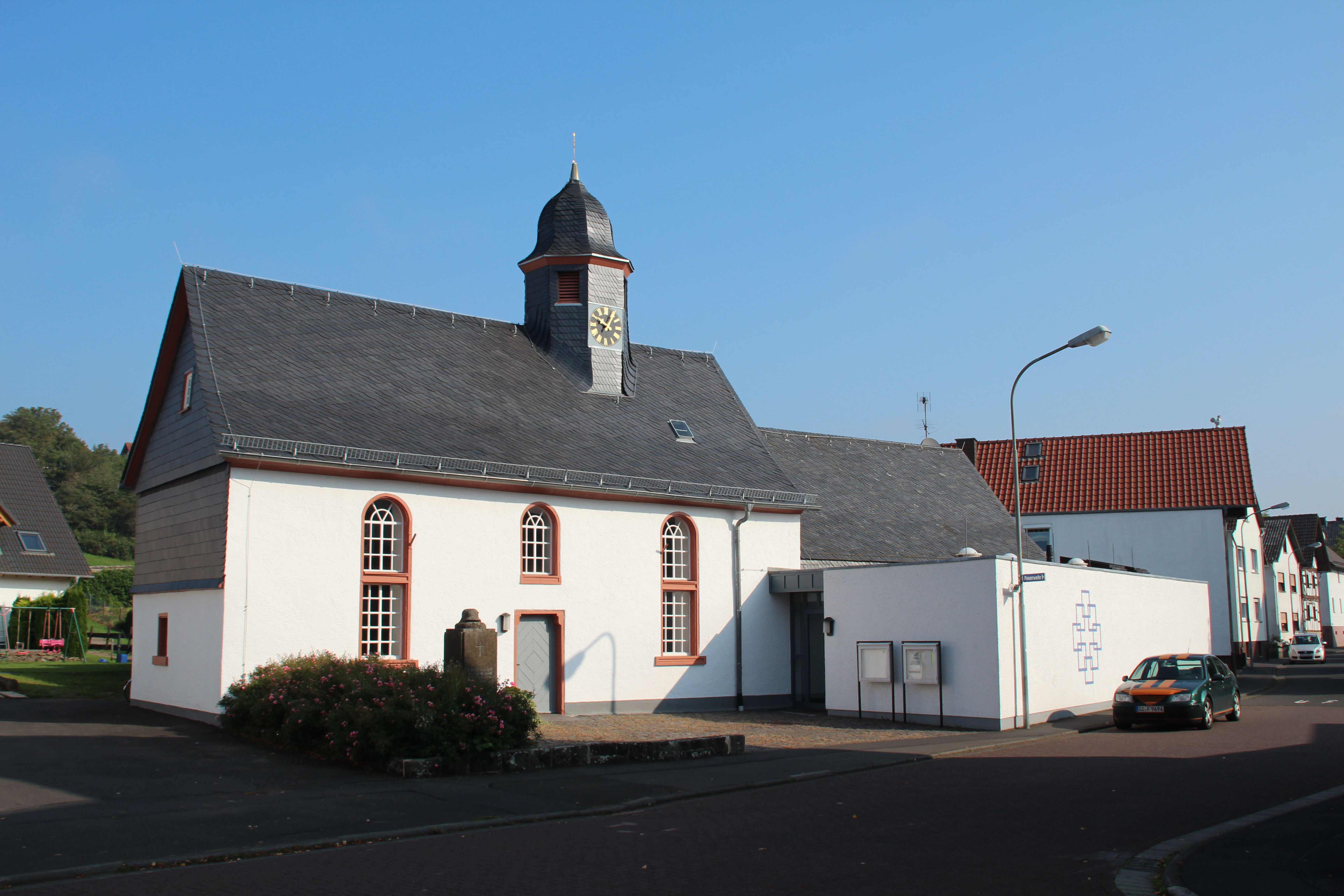
Südseite der Kirche in Bersrod

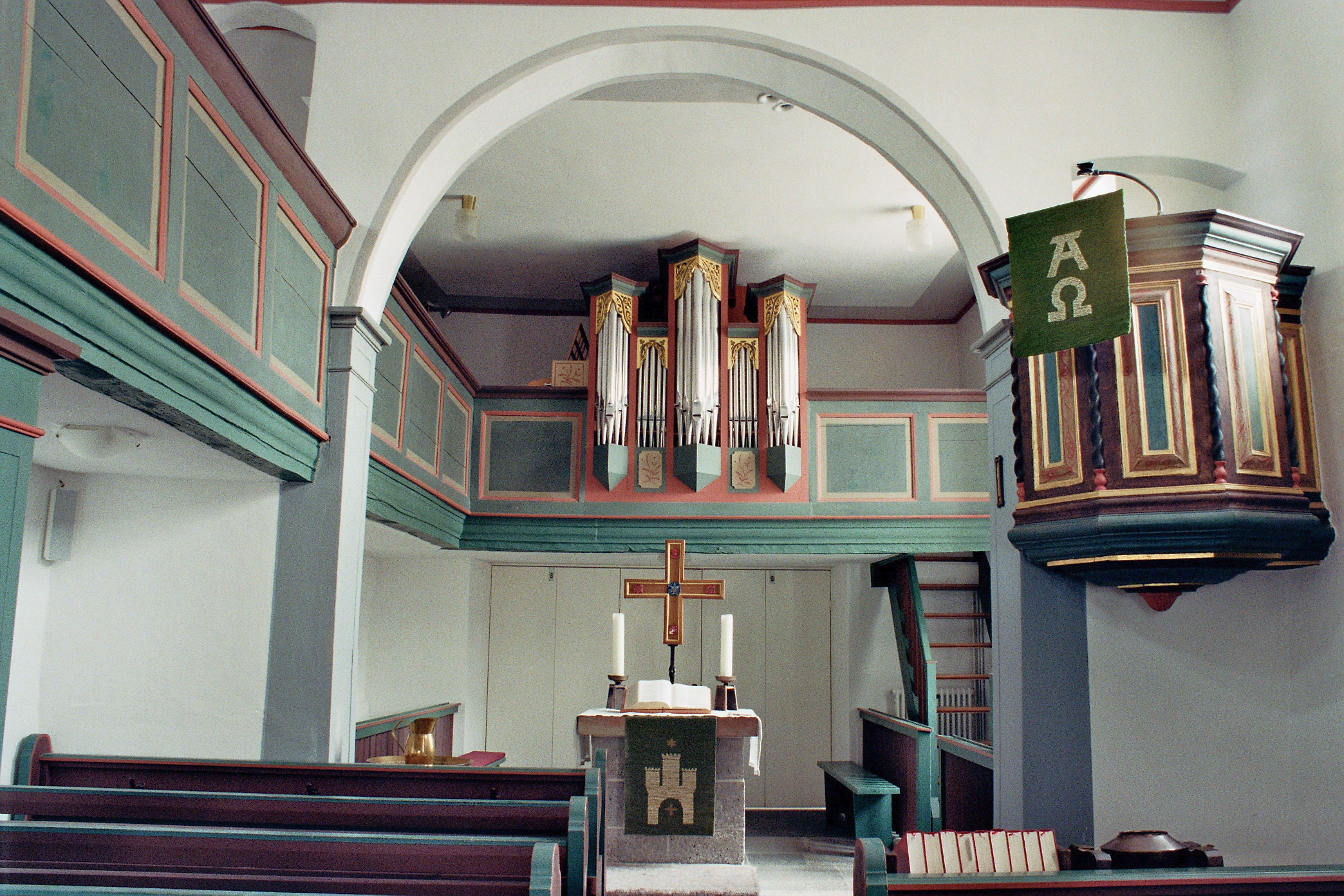
Blick auf die Ostempore

Die Evangelische Kirche in Bersrod, einem Ortsteil von Reiskirchen (Hessen), ist eine im Kern gotische Saalkirche, die im Jahr 1634 ein Obergeschoss aus Fachwerk und 1763 ihre klassizistisch geprägte Südfassade erhielt. Das hessische Kulturdenkmal hat auf dem Satteldach einen achtseitigen Dachreiter mit welscher Haube.
Die Kirchengemeinde Winnerod/Bersrod gehört zum Dekanat Gießener Land in der Propstei Oberhessen der Evangelischen Kirche in Hessen und Nassau.

## Geschichte
Eine Kapelle in Bersrod entstand im 13. oder 14. Jahrhundert, die von Anfang an zur Pfarrei Winnerod gehörte. Aus dieser Zeit ist eine quadratische Altarplatte aus Basaltlava mit fünf Weihekreuzen erhalten, die vor der Eingangstür liegt. Im 15. Jahrhundert war  Bersrod dem Sendbezirk Winnerod zugeordnet. Mit der Reformation wechselte die Kirchengemeinde zum evangelischen Bekenntnis und wurde zunächst von Wirberg und dann von Beuern (Buseck) betreut. Ab 1575 war die Kirchengemeinde Filial von Winnerod und wurde 1577 zur eigenständigen Pfarrei erhoben. Mindestens seit 1717 wird Bersrod wieder von Winnerod versorgt; Bestrebungen, sich Beuern anzuschließen, bleiben erfolglos.
Nachdem das gesamte Gelände im Jahr 1634 höher gelegt und der Fußboden der Kirche um etwa 1,40 Meter erhöht worden war, wurden die etwa drei Meter hohen massiven Wände um zwei Meter mit Fachwerk aufgestockt. 1742 werden zwei Glocken und erstmals eine Orgel erwähnt. Ein Umbau erfolgte 1763, als die Südseite mit größeren Fenstern neu gestaltet und im Inneren ein Chorbogen und Emporen an drei Seiten eingebaut wurden. In diesem Zuge erhielt die Kirche ein Satteldach mit einem Dachreiter. Die Kirche erhielt 1890 eine neue Orgel, wurde im Jahr 1893 renoviert und 1922 von Hermann Velte ausgemalt. Von 1966 bis 1968 wurden eine umfassende Innen- und Außenrenovierung durchgeführt.
In den Jahren 2009 bis 2011 folgte eine Sanierung des maroden Dachwerks und der Decke. Einem dendrochronologischen Gutachten zufolge datiert der älteste Holzbalken von 1584 und der jüngste von 1775.

## Architektur

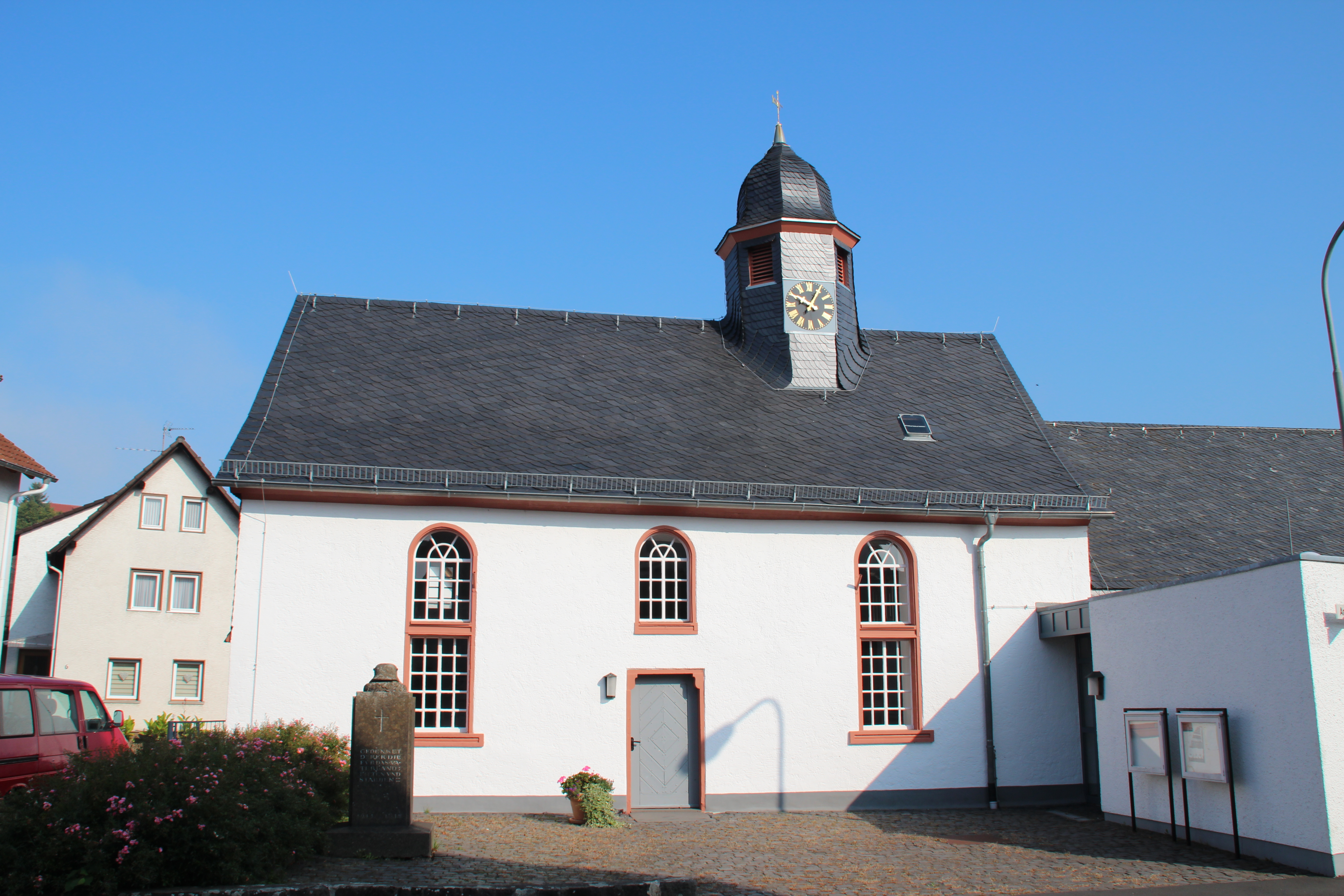
Klassizistische Südseite

Der ungefähr geostete Saalbau aus verputztem Bruchsteinmauerwerk auf rechteckigem Grundriss ist im Ortszentrum errichtet. Der quadratische Chor nimmt das östliche Drittel ein. Die Südfassade wurde 1763 im Stil des Klassizismus symmetrisch gestaltet und hat über einem mittig angebrachten, rechteckigen Portal ein kleines Rundbogenfenster und an den Seiten je ein großes rundbogiges Fenster. Die Westseite ist fast vollständig verschiefert. Die Gewände des Portals und der beiden großen Fenster sind im Bereich des Unterbaus aus Sandstein, im Fachwerkgeschoss aus Holz gefertigt. Dem verschieferten Satteldach ist der achtseitige verschieferte Dachreiter aufgesetzt, der quadratische Schalllöcher und das Ziffernblatt für die Uhr hat und von einer welschen Haube abgeschlossen wird.
Im Osten ist in Verlängerung der Mittelachse ein Gemeindezentrum mit Satteldach angebaut, dem im Süden ein flacher Vorbau vorgelagert ist.

## Ausstattung

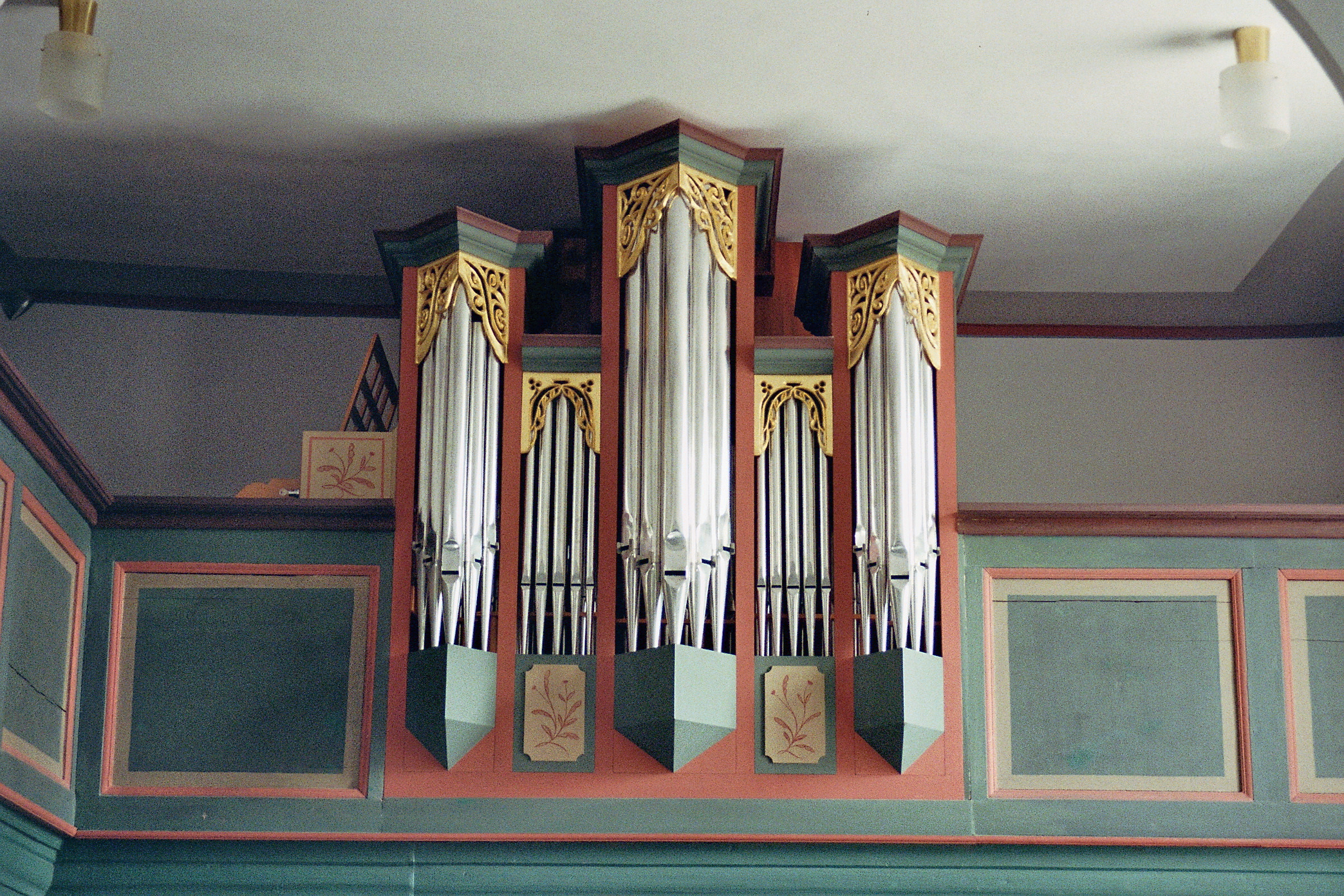
Prospekt der Hardt-Orgel

Der Innenraum wird von einer Flachdecke abgeschlossen. Die dreiseitig umlaufenden Emporen im Westen, Norden und Osten mit kassettierten Brüstungen ruhen auf quadratischen Holzpfeilern. Sie beziehen auch den Chorraum mit ein, der durch einen runden, hölzernen Chorbogen abgetrennt ist.
Das Kirchengestühl lässt einen Mittelgang frei. Die farbig gefasste Kanzel mit profilierten Füllungen wurde im späten 18. Jahrhundert geschaffen.
Günther Hardt baute 1991 eine kleine Orgel mit sechs Registern, die sich auf ein Manual und Pedal verteilen.
| I Manual C–f3 |       |
| Gedackt       | 8′    |
| Prinzipal     | 4′    |
| Rohrflöte     | 4′    |
| Oktave        | 2′    |
| Mixtur II–III | 1 ⁄3′ |

| Pedal C–d1 |     |
| Subbaß     | 16′ |

- Koppeln: I/P